# Imovica
Imovica – wieś w Słowenii, w gminie Lukovica. W 2018 roku liczyła 130 mieszkańców.